# Chiesa di Santa Caterina di via Saragozza
La Chiesa di Santa Caterina di via Saragozza è un luogo di culto cattolico a Bologna, risalente al XV secolo e dedicato a Santa Caterina D'Alessandria. Si trova in via Saragozza 59.

## Storia
Si hanno notizie di una chiesa situata in questa posizione sin dal 1289. La chiesa aveva accesso sull'attuale via Santa Caterina. Nel 1483 tale edificio venne ricostruito completamente, dando accesso sull'attuale via Saragozza. A metà del XVIII secolo, quando era parroco don Giovanni Eliseo Mattioli (1713 - 1797), venne ricostruito completamente il tetto della chiesa grazie alle offerte degli abitanti del quartiere. Nello stesso periodo la chiesa ospitò alcuni ex-gesuiti proveniente dalla colonie americane, in seguito alla espulsione della Compagnia di Gesù dalla Spagna. Si deve a questi gesuiti, alcuni dei quali sono seppelliti nella chiesa di Santa Caterina, la nascita di una devozione per la Beata Vergine di Guadalupe, che tuttora persiste.
Nel 1816 la chiesa, ormai in pessime condizioni, venne interamente ricostruita su disegno dell'architetto Vincenzo Brighenti. L'anno successivo venne inaugurata alla presenza dell'Arcivescovo di Bologna Card. Carlo Oppizzoni. L'aspetto esterno attuale si deve in gran parte a questa ricostruzione, ma in seguito sono stati compiuti numerosi altri lavori di ristrutturazione (1863, 1874, 1894, 1904, 1911, 1954, 1984 ed infine 1998).
Nelle immediate vicinanze esiste il Santuario del Corpus Domini, dedicato a Santa Caterina de' Vigri.

## Descrizione
L'edificio sorge in via Saragozza, nei pressi di Viale Aldini, quindi in prossimità dell'antica cerchia muraria. L'aspetto si presenta rimaneggiato svariate volte, fino alla configurazione attuale dovuta a lavori svolti agli inizi del XIX secolo. La costruzione è in stretta reazione con il Portico della B.V. di San Luca, il cui tracciato diventa pronao della chiesa di Santa Caterina.
L'interno si presenta nell'aspetto dato dalle ristrutturazioni ottocentesche. Sono presenti diverse decorazioni ad opera di Alessandro Guardassoni, che ha realizzato anche le pale sull'altare maggiore e su quello minore. Un dipinto di Giovanni Antonio Burrini sull'altare maggiore ricorda il martirio di Santa Caterina.
Sul fianco della chiesa si erge il campanile, opera dell'architetto Vincenzo Brighenti, dalle belle linee e coronato da una slanciata guglia con vasi fiammati angolari.
Nella cella campanaria, su telaio in ferro, è custodito un "quarto" di campane in tonalità Lab3 maggiore, di peso medio e discreta qualità, con le seguenti caratteristiche:
Grossa: Nota: Lab3; diametro: cm 91; fonditore: Cesare Brighenti; anno: 1947;
Mezzana: Nota: Sib3; diametro: cm 81,4; fonditore: Cesare Brighenti; anno: 1947;
Mezzanella: Nota: Do4; diametro: cm 72,7; fonditore: Cesare Brighenti; anno: 1947
Piccola: Nota: Mib4; diametro: cm 60,5; fonditore: Cesare Brighenti; anno: 1847
Le campane, montate e suonabili al metodo bolognese, vengono suonate manualmente "a doppio" dai maestri campanari nelle festività della parrocchia e, annualmente, per il passaggio della sacra immagine della Beata Vergine di San Luca di fronte alla chiesa nelle tradizionali processioni di discesa in città e di risalita al Santuario.